# Vendée Cola
Vendée Cola était un soda régional au cola, élaboré par trois jeunes entrepreneurs vendéens qui ont implanté leur société « Vendée Market » à Saint-Laurent-sur-Sèvre (Vendée), à 10 km au sud de Cholet (Maine-et-Loire), où d'ailleurs le produit fut embouteillée par l'entreprise « L'Abeille », avant d'être commercialisé dans le grand ouest.
Il a un goût original de cola légèrement citronné.
Sa commercialisation débuta le 31 octobre 2008, et s'arrêta 11 ans plus tard en 2019.
Puis, elle a été reprise en 2020.
Ce produit assura son assise dans un premier temps grâce au Vendée Globe aux Sables-d'Olonne puis au Puy-du-Fou avant de se rendre disponible dans les petites et moyennes surfaces de Vendée.

## Formats
- Cannette métallique 33 cl
- Bouteille plastique 33 cl
- Bouteille en verre 33 cl
- Bouteille en plastique 1,5 l